# Alfred Elsen

Alfred Elsen

Alfred Elsen (Antwerpen, 16 november 1850 - aldaar, 17 oktober 1914) was een Belgisch kunstschilder.

## Levensloop
Hij was leerling van Edward Dujardin en Polydore Beaufaux aan de Academie in Antwerpen. Rond 1874 was hij betalend privéleerling bij de landschapschilder Frans Lamorinière. Met Lamorinière ontstond er een hechte vriendschap, zodanig dat Elsen in Lamorinières laatste levensjaren (toen hij blind was) een groot deel van de zorg voor hem op zich nam.
Elsen schilderde landschappen in realistische stijl met motieven die voornamelijk in de omgeving van Antwerpen te vinden waren. Later werk bevatte een meer vrijere stijl met een beter gevoel voor weergave van het licht. Hij was lid van de groepering Aquafortistes Anversois en leverde etsen voor de albums van die vereniging.
Elsen woonde in de Gerechtstraat 7 (ca. 1894) en in de Kunstlaan 123 (ca. 1907). Edouard de Jans schilderde postuum zijn portret (1919; nu in  het Koninklijk Museum voor Schone Kunsten in Antwerpen).

## Tentoonstellingen
- Driejaarlijks Salon, 1874, Gent
- Salon, 1894, Antwerpen: "Berkenbos" en "Voor de storm"
- Driejaarlijks Salon, 1907, Brussel: "Sparrenbos"

## Musea
- Antwerpen, Koninklijk Museum voor Schone Kunsten
- Londen, British Museum (etsen)
- Luik, Musée d'Art Moderne